# Kyotaro Nishimura
Kyotaro Nishimura (西村京太郎, Nishimura Kyōtarō?, pseudonimo di Kihachiro Yajima) (Tokyo, 6 settembre 1930 – Yugawara, 3 marzo 2022) è stato uno scrittore giapponese di romanzi gialli.
I suoi romanzi hanno venduto circa duecento milioni di copie e sono stati tradotti in diverse lingue tra cui italiano, inglese e francese.

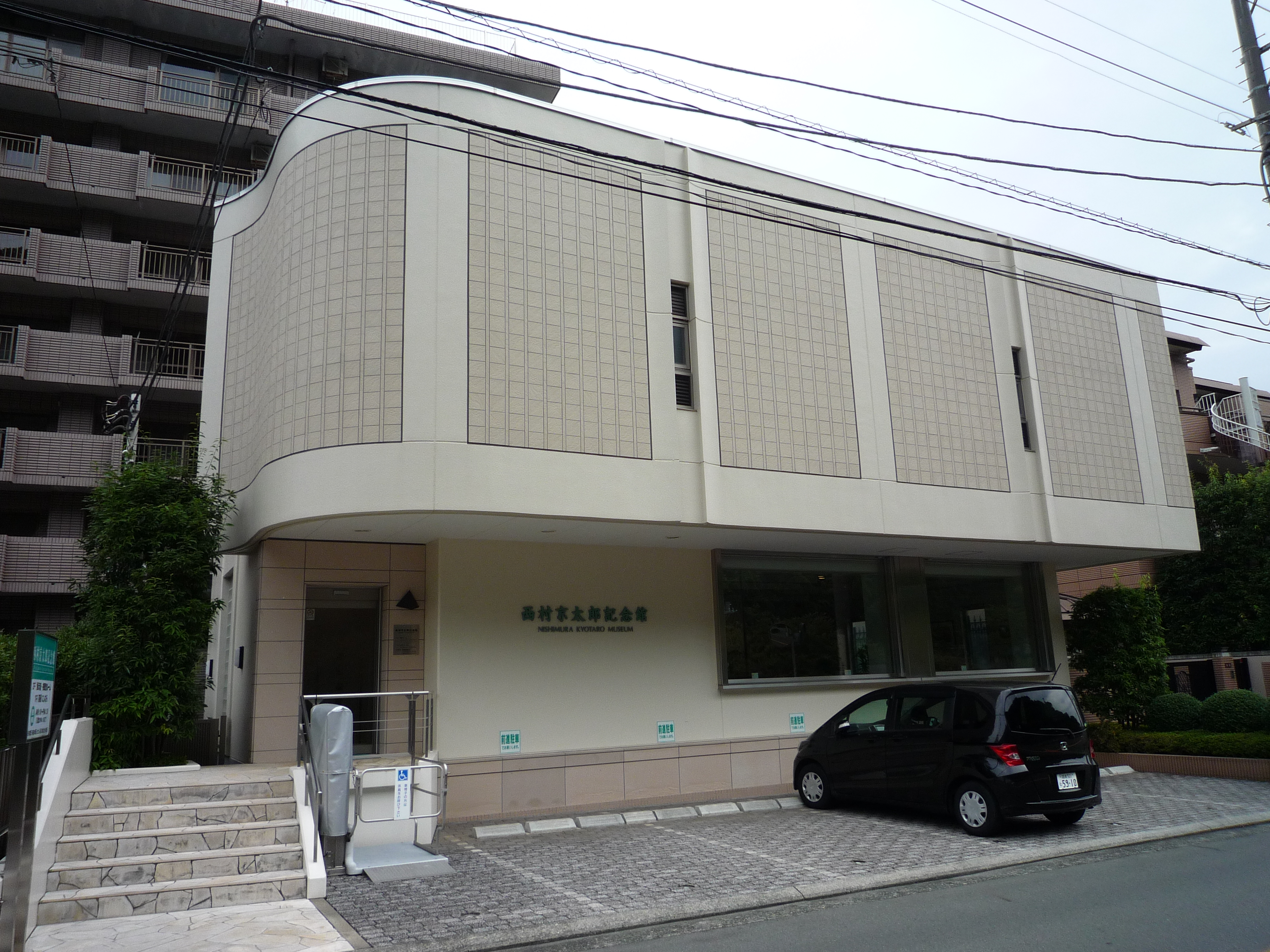
Nishimura Kyotaro Museum

La sua fortunata serie ambientata sui treni, iniziata con Il treno dei misteri, lo ha reso celebre con il nuovo sottogenere "giallo di viaggio" in cui l'ambientazione è articolata tra il viaggio e i luoghi ad esso collegati (stazioni, treni, mezzi di trasporto, ecc).

## Biografia
Da ragazzo frequentò l'istituto tecnico, ma si suoi studi si interruppero a seguito dello scoppio della Seconda Guerra Mondiale e non conseguì il diploma. In seguito lavorò come impiegato statale senza tuttavia fare carriera a causa del suo titolo di studi e si dimise dopo undici anni di servizio per diventare investigatore privato. In quel periodo iniziò a scrivere storie a carattere giallo rifacendosi alle conoscenze acquisite nel mestiere di detective.
Nel 1964 esordì con il suo primo romanzo e, dopo diverse difficoltà nell'affermarsi come scrittore professionista, nel 1965 il suo talento venne confermato dalla critica ricevendo il prestigioso Premio Edogawa Rampo.
Negli anni Ottanta il suo romanzo Il treno del mistero (1982) e il grande seguito che riscosse lo portò a focalizzarsi sempre di più su investigazioni ambientate durante il viaggio o avvenute su treni e convogli ferroviari, un piccolo sottogenere del "giallo" che lo rese celebre e distinguibile tra il pubblico di lettori, uno di questi romanzi ha vinto il premio Mystery Writers of Japan
Sempre in quel periodo iniziò a collaborare ad alcune produzioni televisive di genere thriller tratte dai suoi romanzi.
Nati dalla sua penna sono detective: Shozo Totsugawa, Sadao Kamei e Tokitaka Honda.
I suoi scritti sono pubblicati sulle collane di genere tra cui Shosetsu Hoseki, Yomimono, Shosetsu Gendai, Shosetsu Shincho, Mondai Shosetsu e J-Novel.
Sposò Mizue Yajima. È morto nel 2022 di tumore al fegato.

## Premi
- 1965 Premio Edogawa Ranpo con il romanzo Tenshi no Shōkon (天使の傷痕?, lett. La cicatrice dell'angelo)
- 1981 Mystery Writers of Japan Award per il miglior romanzo  con Tāminaru Satsujin Jiken (終着駅(ターミナル)殺人事件?, lett. il caso dell'omicidio della banchina)[4].

## Pubblicazioni in Italia
- Il treno del mistero, il Giallo Mondadori 2598, 1998[5]